# Carex firma
Espèce
Carex firma, la laîche ferme, est une espèce de plantes monocotylédones de la famille des Cyperaceae, originaire d'Europe.
Ce sont des plantes herbacées aux tiges subtrigones d'environ 5 à 20 cm de haut formant des coussinets denses et fermes. Les feuilles raides de couleur vert foncé, et d'environ 5 cm de long sont étalées en rosette.
Cette espèce se rencontre dans les pelouses alpines des montagnes européennes, entre 2200 et 3000 mètres environ. C'est l'élément caractéristique du Caricetum firmae, association végétale importante dans la zone alpine sur substrat calcaire.

## Taxinomie

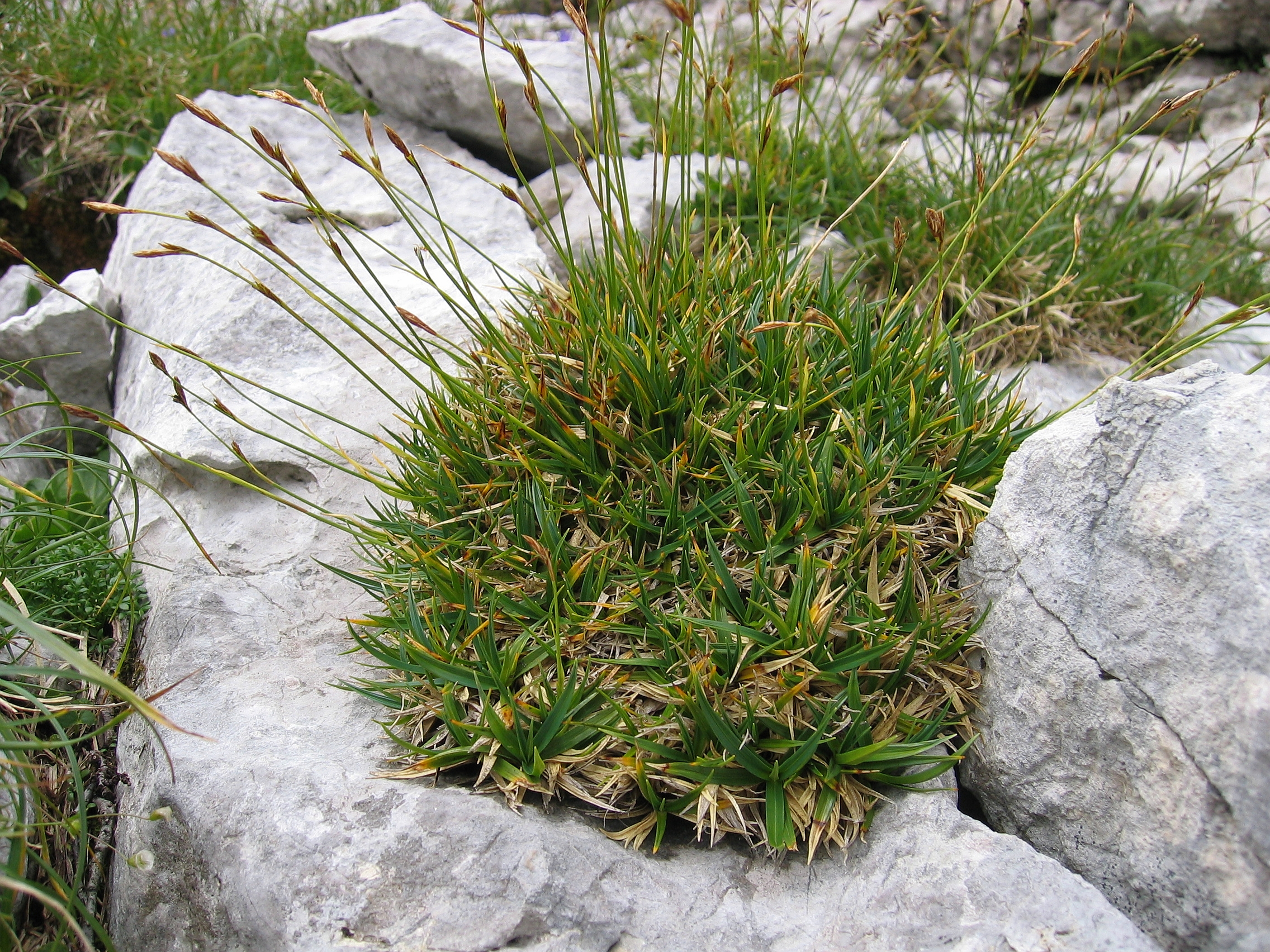
Aspect de la plante en coussin avec ses inflorescences.

L'espèce Carex firma a été décrite en premier par Nicolaus Thomas Host et publiée en 1797 dans son Synopsis Plantarum in Austria provinciisque adjacentibus sponte crescentium.

### Synonymes
Selon The Plant List (15 avril 2019) :
- Carex ferruginea var. firma (Host) Fiori
- Carex sempervirens subsp. firma (Host) Bonnier & Layens

### Liste des variétés
Selon Tropicos (15 avril 2019) (Attention liste brute contenant possiblement des synonymes) :
- Carex firma var. rhizogyna Gaudin
- Carex firma var. subalpina Wahlenb.

## Utilisation
La laîche ferme, notamment le cultivar 'Variegata' à feuilles panachées, est parfois cultivée dans les jardins d'ornement comme plante de rocaille.